# Intelligence computationnelle
L'intelligence computationnelle (IC) est un domaine scientifique. Il n'existe pas de définition admise par tous les auteurs, mais c'est un domaine lié à l'intelligence artificielle. Parmi les méthodes utilisées dans ce domaine, la plupart des auteurs comptent les heuristiques, la logique floue, les réseaux de neurones et les algorithmes évolutionnistes.

## Une définition controversée
Il n'existe pas de définition majoritaire pour « intelligence computationnelle ». En particulier son lien avec l'intelligence artificielle n'est pas le même pour tous les auteurs. Pour certains c'est le même domaine, pour d'autres l'intelligence computationnelle est une branche de l'intelligence artificielle et enfin certains définissent l'intelligence computationnelle comme une nouvelle approche de l'intelligence artificielle.

## Axes et outils
La plupart des auteurs, ainsi que la Société d'Intelligence computationnelle (« Computational Intelligence Society » (CIS)) de l'IEEE établie en 2004 citent les concepts suivants comme faisant partie de l'intelligence computationnelle :
- les réseaux de neurones ;
- la logique floue ;
- les algorithmes évolutionnistes notamment : les algorithmes génétiques et la Programmation génétique ;
- l'Intelligence collective notamment l'Optimisation par essaims particulaires.